# Панж (Мозель)
Панж (фр. Pange) — коммуна на северо-востоке Франции, регион Гранд-Эст (бывший Эльзас — Шампань — Арденны — Лотарингия), департамент Мозель. Центр кантона Панж. 

## Географическое положение

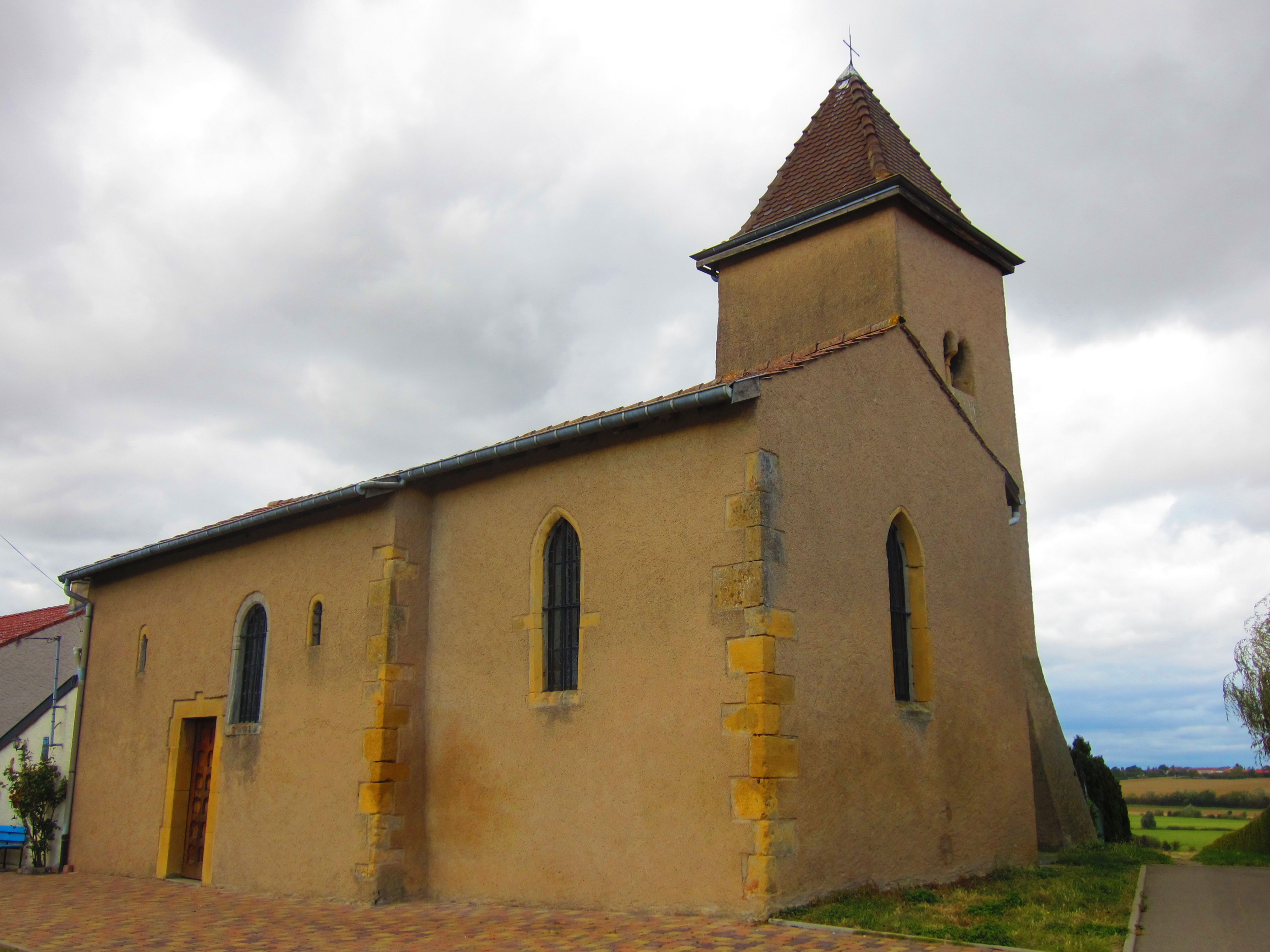
Часовня Доманжевиль.

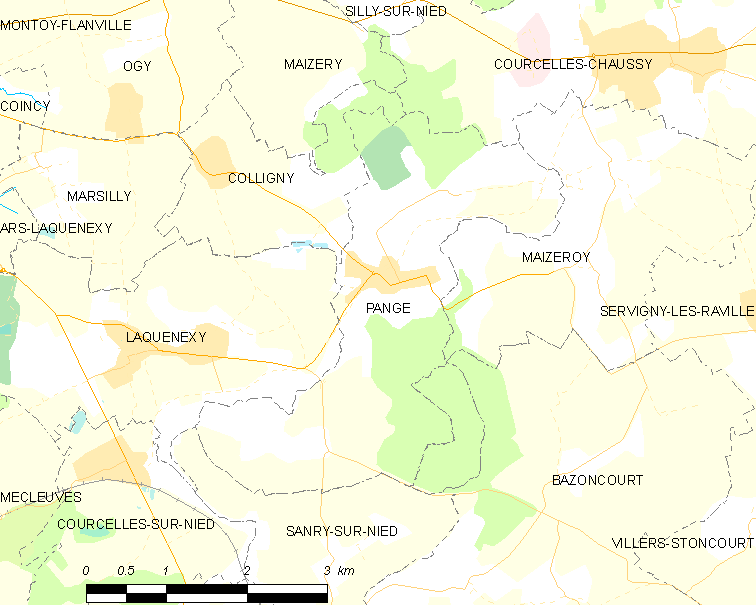
Ожи на карте Франции.

Панж расположен в 300 км к востоку от Парижа и в 14 км к юго-востоку от Меца. 

## История
- Деревня герцогства Лотарингия, владение Томаса Панжа, в 1766 году вошла во Францию. В 1801 году Панж стал центром кантона.
- В 1871—1918 и в 1940—1944 годах Панж входил в Германию.
- Деревня была разрушена в ходе Тридцатилетней войны.
- В 1790-1794 годах к коммуне был присоединён Пуш.

## Демография
По переписи 2013 года в коммуне проживало 917 человек. 

## Достопримечательности
- Остатки романской дороги; руины древнеримской виллы.
- Замок Панж XVIII века.
- Церковь Сен-Мартен, неоготика, впервые упоминается в 1093 году, реконструирована в 1842—1844 годах.
- Крест в парке замка.
- Часовня Доманжевиль.